# Neena Gupta (Mathematikerin)

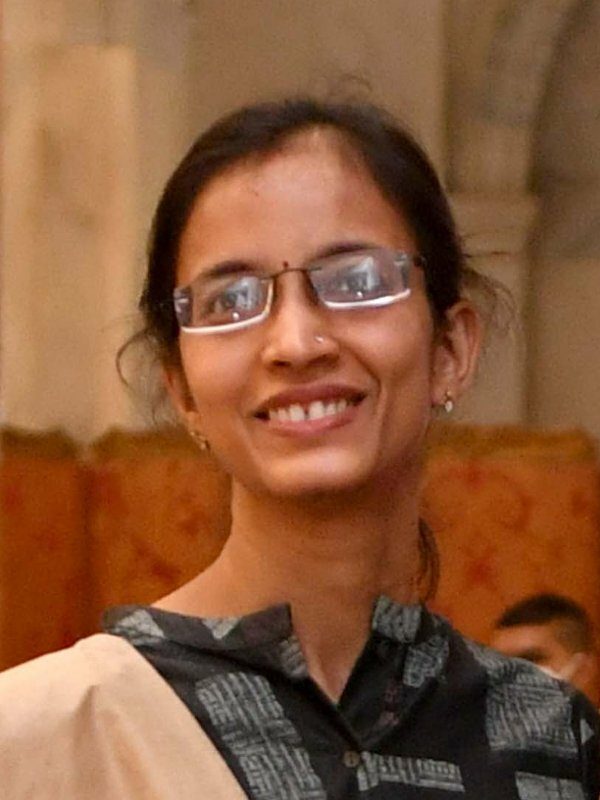
Neena Gupta (2022)

Neena Gupta (Hindi नीना गुप्ता; bengalisch নীনা গুপ্তা; geb. 1984 in Kolkata) ist eine indische Mathematikerin. Sie ist Professorin am Indian Statistical Institute (ISI) in Kolkata. Ihre Hauptinteressengebiete sind kommutative Algebra und affine algebraische Geometrie.

## Herkunft und Ausbildung
Neena Gupta kam 1984 in Kolkata im nordostindischen Bundesstaat Westbengalen zur Welt. Sie schloss ihr Mathematik-Grundstudium am Bethune College in Kolkata 2006 mit Auszeichnung ab. Ihr Aufbaustudium absolvierte sie 2008 am Indian Statistical Institute. 2011 promovierte sie über kommutative Algebra bei Amartya Kumar Dutta. Das Thema ihrer Dissertation war "Some results on Laurent polynomial fibrations and Quasi A*-algebras".

## Karriere
Von 2008 bis Februar 2012 arbeitete sie als Syama Prasad Mukherjee Research Fellow am ISI, danach noch zwei Monate als Gastwissenschaftlerin. Bis Ende 2012 war sie Gastwissenschaftlerin am Tata Institute of Fundamental Research (TIFR) in Mumbai. Anschließend wurde sie Mitglied der INSPIRE-Fakultät am ISI. Seit Juni 2014 ist sie Professorin und Leiterin der Statistical and Mathematics Unit (SMU) am ISI.
Sie ist bekannt für die Lösung des sogenannten Zariski Cancellation Problems. Es wurde in den 1970er Jahren aus den Arbeiten von Oscar Zariski abgeleitet, der wichtige Beiträge zur algebraischen Geometrie leistete. Das Zariski Cancellation Problem ist eine der zentralen Fragestellungen in diesem Bereich und hat seitdem viele Mathematiker beschäftigt. Das Problem fragt im Wesentlichen, ob für eine Varietät {\displaystyle Y} über einem Körper {\displaystyle k}, wenn {\displaystyle Y\times A^{1}} isomorph zu {\displaystyle A^{n+1}} ist, dann {\displaystyle Y} auch isomorph zu {\displaystyle A^{n}} sein muss. Diese Frage hat weitreichende Implikationen für das Verständnis von Polynomringen und affinen Varietäten. Aus den Vorgaben ergeben sich die Erwartungen, dass für Körper positiver Charakteristik der affine Raum {\displaystyle A_{k}^{n}} für kein {\displaystyle n} kürzbar sein sollte und dass affine Hyperflächen durch binomiale Ideale definierbar sein sollten. Neena Gupta fand nun eine affine Hyperfläche, für die genau dies nicht gilt und auch der affine Raum {\displaystyle A_{k}^{n}} für kein {\displaystyle n} kürzbar ist, wenn {\displaystyle k} ein Körper positiver Charakteristik ist, und widerlegte damit die Grundannahmen.

## Auszeichnungen
- 2013 Saraswathi Cowsik Medal der TIFR Alumni Association[9]
- 2013 Aufnahme in die Indian Academy of Sciences[10]
- 2014 Ramanujan Prize der University of Madras[11]
- 2014 Young Scientist Award der Indian National Science Academy[12]
- 2014 Professor A. K. Agarwal Award der Indian Mathematical Society[9]
- 2015 Swarna Jayanti Fellowship Award des indischen Department of Science and Technology[9]
- 2017 BM Birla Science Prize in Mathematics[13]
- 2019 Shanti-Swarup-Bhatnagar-Preis[14][15]
- 2020 Ernennung zur Young Affiliate der World Academy of Sciences[16]
- 2021 Aufnahme als Fellow in die Indian Academy of Sciences[17]
- 2021 Nari Shakti Puraskar des indischen Präsidenten[18]
- 2022 Einladung als Speakerin zum International Congress of Mathematicians (ICM)[19]
- 2022 DST-ICTP-IMU Ramanujan Prize[20]
- 2023 2nd Ganit Ratna Award[21]
- 2023 Aufnahme als Fellow in die Indian National Science Academy[22]
- 2023 TWAS-CAS young scientist award in Mathematics/AI der The World Academy of Sciences und der Chinese Academy of Sciences[23]
- 2024 Wahl zur Emmy Noether Lecturer für das Jahr 2025 durch die American Mathematical Society (AMS) und die Association for Women in Mathematics (AWM)[24]
- 2024 Infosys-Preis[25]

## Publikationen (Auswahl)
- Neena Gupta: The Zariski Cancellation Problem and related problems in Affine Algebraic Geometry. 31. August 2022 (englisch).